# POU3F4
POU3F4 (англ. POU class 3 homeobox 4) – білок, який кодується однойменним геном, розташованим у людей на X-хромосомі. Довжина поліпептидного ланцюга білка становить 361 амінокислот, а молекулярна маса — 39 427.
| 10         |  | 20         |  | 30         |  | 40         |  | 50         |
| ---------- |  | ---------- |  | ---------- |  | ---------- |  | ---------- |
| MATAASNPYS |  | ILSSTSLVHA |  | DSAGMQQGSP |  | FRNPQKLLQS |  | DYLQGVPSNG |
| HPLGHHWVTS |  | LSDGGPWSST |  | LATSPLDQQD |  | VKPGREDLQL |  | GAIIHHRSPH |
| VAHHSPHTNH |  | PNAWGASPAP |  | NPSITSSGQP |  | LNVYSQPGFT |  | VSGMLEHGGL |
| TPPPAAASAQ |  | SLHPVLREPP |  | DHGELGSHHC |  | QDHSDEETPT |  | SDELEQFAKQ |
| FKQRRIKLGF |  | TQADVGLALG |  | TLYGNVFSQT |  | TICRFEGLQL |  | SFKNMCKLKP |
| LLNKWLEEAD |  | SSTGSPTSID |  | KIAAQGRKRK |  | KRTSIEVSVK |  | GVLETHFLKC |
| PKPAAQEISS |  | LADSLQLEKE |  | VVRVWFCNRR |  | QKEKRMTPPG |  | DQQPHEVYSH |
| TVKTDTSCHD |  | L          |  |            |  |            |  |            |

A: Аланін

C: Цистеїн

D: Аспарагінова кислота

E: Глутамінова кислота

F: Фенілаланін

G: Гліцин

H: Гістидин

I: Ізолейцин

K: Лізин

L: Лейцин

M: Метіонін

N: Аспарагін

P: Пролін

Q: Глутамін

R: Аргінін

S: Серин

T: Треонін

V: Валін

W: Триптофан

Кодований геном білок за функцією належить до фосфопротеїнів. 
Задіяний у таких біологічних процесах, як транскрипція, регуляція транскрипції. 
Білок має сайт для зв'язування з ДНК. 
Локалізований у ядрі.